# Zinostatin
Zinostatin (auch: Neocarzinostatin) ist ein Arzneistoff aus der Gruppe der Endiin-Antibiotika mit antineoplastischer Wirkung. Verantwortlich für die Antitumor-Wirkung ist ein chromophorer Teil, der nicht-kovalent an ein aus 113 Aminosäuren bestehendes Apoprotein gebunden ist. Das Chromophor ist ohne die Bindung an das Peptid chemisch instabil. Das Peptid besteht aus einer einzigen Kette. Zinostatin wird aus Kulturen von Streptomyces carcinostaticus var. F-41 gewonnen. Das Neocarzinostatin-Chromophor verursacht an der DNA Strangbrüche, bevorzugt an der Desoxyribose des Thymins.
Das Konjugat aus Zinostatin mit Styrol-Maleinsäure-Copolymer wurde bis 2009 in Japan zur Behandlung des Leberzellkarzinoms verwendet.